# WAAGER-Modell
Das WAAGER-Modell ist ein einheitliches Strukturierungsmodell für Bewertungsprozesse im Biologie-, Chemie- und Physikunterricht. Es wurde von verschiedenen Vertretenden der Fachdidaktiken und der Unterrichtspraxis aus Biologie, Chemie und Physik im Jahr 2022 vorgestellt. Ziel des Modells ist es, die wesentlichen Schritte von Bewertungsprozessen im naturwissenschaftlichen Unterricht zu strukturieren. Die Buchstaben WAAGER sind ein Akronym und stehen für sechs Schritte im Bewertungsprozess: Wahrnehmen – Analysieren – Argumentieren – Gewichten – Entscheiden – Reflektieren. Diese Schritte sind wesentlichen Teilschritte von Bewertungsprozessen. Das WAAGER-Modell dient als didaktische Strukturierungshilfe für Bewertungsprozesse, indem es die Lernenden durch die bewusste Navigation der einzelnen Schritte eines Bewertungsprozesses führt und mit einer Reflexion abschließt. Die einzelnen Schritte des Modells können mit verschiedenen Methoden umgesetzt werden.

## Ausgangslage und Motivation

Die vier wechselwirkenden Kompetenzbereiche

Bewertungskompetenz im naturwissenschaftlichen Unterricht begründet sich aus den Bildungsstandards für die Allgemeine Hochschulreife in den naturwissenschaftlichen Fächern sowie den Bildungsstandards für den Mittleren Schulabschluss in den naturwissenschaftlichen Fächern. Das den Bildungsstandards zugrunde liegende Modell der naturwissenschaftlichen Kompetenz unterscheidet in vier Kompetenzbereiche: Sachkompetenz, Erkenntnisgewinnungskompetenz, Kommunikationskompetenz und Bewertungskompetenz. Diese vier Kompetenzbereiche stehen in Wechselwirkung zueinander. Die Bewertungskompetenz ist dabei definiert als:

„Die Bewertungskompetenz der Lernenden zeigt sich in der Kenntnis von fachlichen und überfachlichen Perspektiven und Bewertungsverfahren und in der Fähigkeit, diese zu nutzen, um Aussagen bzw. Daten anhand verschiedener Kriterien zu beurteilen, sich dazu begründet Meinungen zu bilden, Entscheidungen auch auf ethischer Grundlage zu treffen und Entscheidungsprozesse und deren Folgen zu reflektieren.“

Daraus ergeben sich drei wichtige Punkte, die die Bewertungskompetenz ausmachen: Sachverhalte und Informationen multiperspektivisch beurteilen, kriteriengeleitet Meinungen bilden und Entscheidungen treffen sowie Entscheidungsprozesse und Folgen reflektieren. Bei vielen naturwissenschaftlichen Prozessen und Erkenntnissen ist es notwendig, diese mit den Lernenden zu bewerten. Ein Beispiel dafür ist das komplexe Thema Klimawandel, bei dem die Lernenden unter anderem den menschengemachten Klimawandel als Problem erkennen, die Folgen berücksichtigen, Argumente abwägen und auch nach Lösungsansätzen suchen etc. müssen. Der Erwerb dieser Bewertungskompetenz muss daher im naturwissenschaftlichen Unterricht thematisiert werden und immer wieder ausreichend Zeit gewidmet werden.
Insgesamt ergeben sich aus der unterrichtlichen Praxis Schwierigkeiten bei der festen Implementation der Bewertungskompetenz in jedem naturwissenschaftlichen Unterricht. Eine Schwierigkeit ist die fehlende Unterrichtszeit, da die Bewertungskompetenz einerseits die anderen drei Kompetenzen in Teilen voraussetzt und andererseits diese ebenfalls eingeübt werden müssen. Weiter sind nicht alle Lehrkräfte mit Bewertungs- und Beurteilungsprozessen im Lehramtsstudium oder im Vorbereitungsdienst in Berührung gekommen, weswegen sie in diesem Bereich Schwierigkeiten in der passenden Umsetzung haben. Auch sind Beurteilungen und Bewertungen im Unterricht ungewohnt Situationen, da es meist kein eindeutiges „Richtig“ oder „Falsch“ gibt, sondern das „Für“ und „Wider“ von den Lernenden abgewogen werden muss. Darüber hinaus gibt es bereits einige Bewertungsmodelle aus verschiedenen naturwissenschaftlichen Fachdidaktiken, die auf eine mehrschrittige Förderung der Bewertungskompetenz abzielen. Diese werden jedoch kaum genutzt.

## Beschreibung

WAAGE^{R}-Modell im Kurzformat mit Beschreibungen der sechs Teilschritte

Das WAAGER-Modell umfasst die wesentlichen Schritte unterrichtlicher Bewertungsprozesse für die Fächer Biologie, Chemie und Physik. Mit diesem fachübergreifenden Struktur-Modell für Bewertungsprozesse können die Bildungsstandards der Kultusministerkonferenz zur Bewertungskompetenz gefördert werden. Die sechs Teilschritte des WAAGER-Modells umfassen im Wesentlichen einen idealtypischen vollständigen Bewertungsprozess. Das schrittweise Vorgehen in diesem Modell entspricht einem in den Naturwissenschaften bereits etablierten Problemlösungsansatz (z. B. hypothetisch-deduktiver Weg der Erkenntnisgewinnung). Im Folgenden werden die einzelnen Schritte im Hinblick auf ihre Funktion für einen kompetenzorientierten Unterricht erläutert.
Einem Bewertungsprozess liegt immer ein Problem, eine Fragestellung oder ähnliches zugrunde, welches durch die Lernenden bewertet werden soll. Diese Probleme können sozio-wissenschaftliche Fragen (socio-scientific issue, SSI) sein, das heißt reale, ungelöste, komplexe und kontroverse Fragen mit Bezug zur Wissenschaft, wie bspw. Arten von Verschmutzung, Auswirkungen auf Ökosysteme oder die Gesundheit. Das Ziel solcher Bewertungsprozesse ist es, dass Lernende in die Lage versetzen werden sollen, sich mit Hilfe des Unterrichts eine eigene fundierte Meinung zum behandelten Problem bilden zu können. Dabei ist zu beachten, dass Entscheidungskonflikte, die in Wissenschaft und Politik kontrovers sind, auch im Unterricht und besonders in solchen Bewertungsprozessen kontrovers erscheinen müssen – sie sollten also nicht einseitig dargestellt werden.

### Wahrnehmen
Die Schrittfolge des WAAGER-Modells beginnt mit der bewussten Wahrnehmung eines Problems, das sich als Entscheidungskonflikt mit moralischer Relevanz und normativer Komplexität darstellt. In diesem Schritt soll der Entscheidungskonflikt, der dem Bewertungsprozess zugrunde gelegt wird, erfasst und beschrieben werden und dabei beispielsweise die konkurrierenden Interessen in diesem Konflikt dargelegt werden. Die Lernenden sollen dabei ihre eigenen Assoziationen und Impulse zu diesem Entscheidungskonflikt wahrnehmen und sich intuitiv (anhand der eigenen Wahrnehmung des Konflikts) positionieren. Hierbei können sich die Lernenden auch neutral positionieren.
Wesentliche Fragen zu diesem Teilschritt sind: Worin besteht der Konflikt?, Wer ist betroffen?, Wie würdest du dich spontan entscheiden?.

### Analysieren
Nachdem der Konflikt von den Lernenden erfasst wurde, sollen Lösungsansätze in Form von Handlungsoptionen entwickelt werden. Es sollen dabei mögliche Handlungsmöglichkeiten (Kompromisse, Mittelwege oder Alternativen), Interessen oder Normen erläutert werden, die in diesem Problem eine Rolle spielen. Die möglichen Handlungsoptionen auch je nach Problem. Dabei können auch nur zwei Handlungsoptionen (ja / nein bzw. entweder / oder) möglich sein oder viele Optionen, welche jeweils Pro und Contra oder Kompromisslösungen darstellen.
Es können auch Informationen, die man zur Beurteilung und Bewertung des Konflikts wissen, erarbeitet werden. In diesem Schritt müssen sich die Lernenden fachlich mit dem Konflikt auseinandersetzen. Die verschiedenen Informationen, die für eine angemessene Bewertung des Konflikts notwendig sind, werden dargelegt und eine fachliche Grundlage wird geschaffen.
Wesentliche Frage zu diesem Teilschritt ist: Was könnte man tun, um diesen Konflikt zu lösen?.

### Argumentieren
In diesem Schritt sind zwei Vorgehensweisen möglich: Entweder werden Argumente zum Entscheidungskonflikt erarbeitet und einer Prüfung unterzogen (argumentbasiertes Bewerten) oder es werden relevante Kriterien zum vorliegenden Konflikt ausgewählt und einer Anwendung unterzogen (kriterienbasiertes Bewerten). Das argumentbasierte Bewerten stellt einen kognitiv und zeitlich aufwendigen Prozess dar, der in der Regel nur bei wenigen Handlungsoptionen (z. B. bei Pro-Contra-Konflikten) durchgeführt wird. Bei einer Vielzahl von Handlungsoptionen und / oder Bewertungsaspekten empfiehlt es sich, die Komplexität und damit den Zeitaufwand durch einen Wechsel auf die weniger komplexe Bewertungseinheit der Kriterien zu reduzieren. Dies wird als kriterienbasierte Bewertung bezeichnet. Eine scharfe Trennung zwischen diesen beiden Bewertungsformen ist in der Praxis schwierig, da es oft Vermischungen gibt.

#### Argumentbasiertes Bewerten
Beim Argumentbasierten Bewerten, sollen zuerst (vorläufige) Argumente zusammengestellt werden, die möglichst vielfältig sind und den Konflikt gut abbilden. Diese Argumente sollen jeweils fachlich begründet sein („Ist“-Aussage) und sich auf gesellschaftliche Werte und Normen beziehen („Soll“-Aussage). Somit sollten Argumente zwei fundierte Aussagen enthalten, eine „Ist“- und „Soll“-Aussage. Die fachliche „Ist“-Aussage muss zu den jeweiligen Argumenten identifiziert und überprüft werden. Die Überprüfung erfordert einen naturwissenschaftlichen Klärungsprozess der Aussage, in welchem z. B. anerkannte Theorien oder Gesetzte sowie naturwissenschaftliche Daten und Berechnungen herangezogen werden. Die normative „Soll“-Aussage eines Arguments muss, ähnlich wie bei der „Ist“-Aussage, jeweils identifiziert und überprüft werden. Hierfür müssen die Lernenden die Interessen bzw. Normen, die diesem Argument zugrunde liegen identifizieren. Anschließend muss geprüft werden, inwiefern angeführten Interessen bzw. Normen als berechtigt eingestuft werden. Bei so einer Prüfung der normativen „Soll“-Aussage des Arguments kann auch auf eine abstraktere Ebene der ethisch-moralischen Werte gegangen und damit argumentiert werden. Dafür wurde der Einsatz von einem sogenannten Wertepool (siehe nachstehende Tabelle) genannt. Dieser Wertepool muss dafür im Schritt des Analysierens (zusammen mit den Lernenden) definiert werden.
| Wertepool     | Wertepool          | Wertepool   | Wertepool     |
| ------------- | ------------------ | ----------- | ------------- |
| Freiheit      | Wirtschaftlichkeit | Solidarität | Gerechtigkeit |
| Artenvielfalt | Tierwohl           | Fortschritt | Gesundheit    |

Weiterhin soll in diesen Argumenten eine Schlussfolgerung aus dem Fach- und Werturteil im Argument gebildet werden. Es sollen also relevanten Argumente ermittelt und geprüft werden.
Wesentliche Fragen zu diesem Teilschritt sind: Stimmt mein Argument überhaupt?, Ist die Forderung in meinem Argument überhaupt berechtigt?.

#### Kriterienbasiertes Bewerten
Bei der Vorgehensweise zu den Bewertungskriterien, sollen die Lernenden relevante Bewertungskriterien für den Entscheidungskonflikt auswählen und anwenden. Hierfür müssen erst im Schritt des Analysierens verschiedene Bewertungskriterien zum Entscheidungskonflikt formuliert werden. Im Schritt des kriterienbasierten Bewertens wird mit der Auswahl und Anwendung von Bewertungskriterien entschieden, welche Aspekte bei der Entscheidungsfindung berücksichtigt werden sollen. Nachfolgend ist exemplarisch der Zusammenhang zwischen der Bewertungseinheiten am Beispiel von der „Nachhaltigkeit von Vapes im Gegensatz zu Zigaretten“ dargestellt.
| Einheit der Bewertung (Eigenschaft)                        | Beispiel (Vapes) |
| ---------------------------------------------------------- | --- |
| Argument (sehr konkret, strukturell komplex)               | Vapes sind eine nachhaltigere Alternative zu herkömmlichen Tabakzigaretten, da sie über wiederaufladbare Lithium-Ionen-Batterien verfügen, die theoretisch mehr als 700 Mal aufgeladen werden können. Diese Wiederverwendung schont wertvolle Rohstoffe wie Lithium und Kupfer und fördert die Nachhaltigkeit. Studien belegen, dass die Verlängerung der Lebensdauer von Akkus den Bedarf an Rohstoffen reduziert und den ökologischen Fußabdruck verkleinert. („Ist“-Aussage, faktenbezogen) Es ist unsere Pflicht nachhaltiger zu Leben. („Soll“-Aussage, normenbezogen) Deswegen ist die Verwendung von wiederaufladbaren Akkus in wiederverwendbaren Vapes ein wichtiger Schritt in Richtung Nachhaltigkeit, was diese nachhaltiger als Zigaretten macht. (Schlussfolgerung) |
| Interesse / Norm (sehr konkret, strukturell wenig komplex) | Findung einer nachhaltigeren Alternative zu herkömmlichen Zigaretten. |
| Kriterium (konkret, strukturell simpel)                    | ökologische Nachhaltigkeit |
| ethisch-moralischer Wert (sehr abstrakt)                   | Fortschritt |

### Gewichten
Im Schritt nach dem Argumentieren müssen diese Argumente bzw. Kriterien nun nach ihrer jeweiligen Bedeutung gegeneinander abgewogen werden. Bestimmung der Relevanz der analysierten Argumente oder Kriterien. Die Lernenden sollen in diesem Schritt folglich die gesammelten oder ausgewählte Argumente oder Bewertungskriterien nach ihrer relativen Wichtigkeit gewichten. Dazu können Rangordnungen (wichtig, weniger wichtig, neutral etc.) oder Skalen von Symbole wie „+“, „o“, „-“ oder von bspw. 0–5 für die Gewichtung genutzt werden. Diese Gewichtung kann in bspw. einer Tabelle dokumentiert werden, wie es in der nachstehenden Tabelle dargestellt ist
|                   | Freiheit | Wirtschaftlichkeit | Freizeit | Bewegung | ... |
| ----------------- | -------- | ------------------ | -------- | -------- | --- |
| Handlungsoption 1 | ++       | -                  | ++       | -        |     |
| Handlungsoption 2 | +        | ++                 | -        | o        |     |
| Handlungsoption 3 | o        | o                  | +        | ++       |     |

### Entscheiden
Nach den ersten vier Schritten sind nun alle entscheidungsrelevanten Aspekte identifiziert, geprüft und gewichtet. Auf dieser fundierten Entscheidungsgrundlage soll nun eine begründete Entscheidung für eine Handlungsoption des Entscheidungskonfliktes getroffen werden.
Bezogen auf diesen Entscheidungsschritt besteht hier auch die Möglichkeit, die getroffenen Entscheidungen aus unterschiedlichen Perspektiven (verschiedener Akteure) zu vergleichen. Dies ermöglicht einen Perspektivenwechsel auf Seiten der Lernenden. Die verschiedene Entscheidungen können anhand mehrerer Aspekte verglichen werden, bspw.
- welche Wertmaßstäbe zugrunde gelegt wurden und warum;
- die Glaubwürdigkeit der Argumentation (faktenbasiert oder interessenbasiert bzw. objektiv oder subjektiv) und
- das Aufzeigen von Handlungsoptionen oder Kompromissbereitschaft.

### Reflektieren
Im letzten Schritt des Modells werden die anfängliche Positionierung und die endgültige Entscheidung verglichen (Vorher-Nachher-Vergleich). Die getroffene Entscheidung sollte immer aus der eigenen Perspektive reflektiert werden. Wenn die Lernenden zuvor z. B. im Rahmen eines Planspiels in eine Rolle geschlüpft sind, ist es notwendig, dass die Lernenden dazu aus ihrer individuellen Sicht Stellung nehmen und nicht aus der der Rolle. Auch kann von den Lernenden Methodenkritik geübt oder Folgenreflexionen angestellt werden. Hier sollen die Lernenden gucken, inwiefern sie mit dem Entscheidungsprozess an sich zufrieden sind. Somit wird insgesamt der gesamte Prozess, der stattgefunden hat beurteilt.
In einer Folgenreflexion werden die Konsequenzen der nun von den Lernenden getroffenen Entscheidung reflektiert. Dies kann dazu dienen, bestimmte Interessengruppen, die am Konflikt beteiligt sind, genauer zu betrachten. Bei der Methodenkritik können die Lernenden den Mehrwert einer solchen Bewertungsmethode im Vergleich zu ihren eigenen Alltagsstrategien, die sie normalerweise in Bewertungssituationen anwenden, herausarbeiten. Die Lernenden können auch die Konsensbildung zwischen verschiedenen Akteuren im Sinne demokratischer Konsensbildungsprozesse reflektieren. Dabei ist zu betonen, dass auch der Dissens zwischen den Akteuren ein mögliches Ergebnis eines Bewertungsprozesses ist. Das Auftreten von breitem Konsens oder hohem Dissens während des Entscheidungsprozessen können die Lernenden identifizieren und diskutieren.

## Anwendung
Das WAAGER-Modell kann in unterschiedlichen Lernsettings eingesetzt werden. Dabei muss das Modell nicht als Ganzes mit allen sechs Teilschritten durchlaufen werden, sondern es können gezielt Schwerpunkte auf einzelne Schritte und damit Teilkompetenzen gesetzt werden. Langlet et al. haben drei Grundtypen identifiziert, die einzelne Teilschritte des Modells kombinieren und ihrer Ansicht nach einen geeigneten und kompetenzfördernden Rahmen für Unterricht, Lernaufgaben und Prüfungsaufgaben darstellen.
1. Grundtyp (Wahrnehmen und Analysieren): Vorrangiges Ziel dieses Grundtyps ist es, einen Konflikt und seine moralische Relevanz sowie seine normative Komplexität, z. B. in der Vielfalt von Interessen, Perspektiven und Normen, zu erfassen und mögliche Lösungsansätze bzw. mögliche Ziel- oder Sollzustände in Form von Handlungsoptionen zu entwickeln. Der Bewertungsprozess nach dem 1. Grundtyp beginnt mit der ersten Wahrnehmung des Konflikts. Dazu können den Lernenden kurze Impulse oder Anregungen wie Presseartikel, Social-Media-Beiträge oder ausgewählte Zitate zum Thema vorgelegt und um eine intuitive Stellungnahme gebeten werden. Anschließend erarbeiten die Lernenden Handlungsoptionen zum Entscheidungskonflikt. Dies kann wiederum mit Hilfe von Materialien geschehen, wobei durch die Auswahl bestimmter Materialien sichergestellt werden kann, dass das Thema auch nicht einseitig dargestellt wird. Bei diesem Typ werden den Lernenden keine weiteren Teilschritte des WAAGER-Modells vorgegeben. Sind somit die Handlungsoptionen formuliert, wird vorgeschlagen, dass sich die Lernenden noch einmal zum Konflikt positionieren, was das Ende dieses Grundtyps bildet.[1]
2. Grundtyp (Argumentieren): Das Hauptziel dieses Grundtyps besteht entweder im Argumentieren und Prüfen von Argumenten (argumentbasierte Bewertung) oder in der Auswahl relevanter Kriterien (kriterienbasierte Bewertung). Bei diesem Grundtyp müssen den Lernenden die Teilschritte des WAAGER-Modells, d. h. mindestens der Entscheidungskonflikt und die Handlungsoptionen, vorgegeben werden. Der Bewertungsprozess des 2. Grundtyps kann auch mit der Wahrnehmung des Konflikts und der Handlungsoptionen, sprich der intuitiven Positionierung beginnen, damit die Lernenden in den Konflikt hineinfinden können. Anschließend wird der Teilschritt des Argumentierens von den Lernenden durchgeführt. Sie entwickeln und sammeln Argumente, prüfen diese auf ihre fachliche Richtigkeit, berücksichtigen Wertmaßstäbe und formulieren sie abschließend.[1]
3. Grundtyp (Gewichten, Entscheiden, Reflektieren): Ziel dieses Grundtyps ist es, die vorgegebenen Argumente oder vollständigen Kriterien zu gewichten, eine Entscheidung für eine der Handlungsoptionen zu treffen und diese auf der Grundlage der vorgenommenen Gewichtung zu begründen sowie anschließend zu reflektieren. Bei diesem Typ müssen den Lernenden wiederum Teilschritte des WAAGER-Modells vorgegeben werden, nämlich der Entscheidungskonflikt, die Handlungsoptionen sowie die relevanten Argumente oder Kriterien dazu. Der 3. Grundtyp kann in zwei Varianten umgesetzt werden: Grundtyp 3a als „vorwärtsgerichteter“ Bewertungsprozess, bei dem die drei Teilschritte des WAAGER-Modells wie gewohnt durchlaufen werden. Grundtyp 3b als „rückwärtiger“ Bewertungsprozess, bei dem eine von einer anderen Person bereits getroffene Entscheidung anhand der vorliegenden Argumente und deren Gewichtung durch die Lernenden rekonstruiert und nachvollzogen werden muss. Dabei können die Lernenden am Ende entscheiden, inwieweit die bereits getroffene Entscheidung gerechtfertigt war.[1]

### Anwendungsbeispiele
In der Anwendung bildet das WAAGER-Modell ein vielseitiges Modell, welches selbst auch mit anderen Lernmethoden, wie dem Planspiel oder der Mystery-Methode verknüpft werden kann.
Isabel Seibert et al. haben das WAAGER-Modell in Kombination mit der bereits erwähnten Planspiel-Methode angewandt, um den Entscheidungskonflikt um das „Verbrenner-Aus“ und welche zukunftsfähigen Alternativen es dazu gibt zu bewerten. Die Autoren haben den Ablauf des Planspiels nach den sechs Teilschritten des WAAGER-Modells gegliedert. Zuerst nehmen die Lernenden den Problemhintergrund wahr (anhand von Zeitungsausschnitten) und identifizieren Alternativen zu Verbrenner-Autos (bspw. Elektroauto oder Wasserstoffauto). Anschließend werden, basierend auf dem Vorwissen der Lernenden, Bewertungskriterien zum Problem der zukunftsfähigen Alternativen zu Verbrenner-Autos bestimmt und den Dimensionen der Nachhaltigkeit (ökologische, ökonomische und soziale Nachhaltigkeit, siehe Nachhaltige Entwicklung) zugeordnet. Die Lernenden führen dann verschiedene Modellversuche zu den beiden Technologien Elektroauto und Wasserstoffauto durch und bearbeiten Materialien, um eine gemeinsame Sachgrundlage zu schaffen. Mit dieser Sachgrundlage erarbeiten und überprüfen die Lernenden Argumente zu den anfangs erarbeiteten Bewertungskriterien. Anschließend übernehmen die Lernenden jeweils eine Rolle mit festgelegten Interessen und Standpunkten. Aus dieser Rolle heraus gewichten sie alle erarbeiteten Argumente und anschließend diskutieren alle Lernenden aus ihrer Rolle heraus den Problemhintergrund der Alternativen zum Verbrenner. Abschließend verlassen die Lernenden ihre Rolle und reflektieren ihre Wahrnehmung zu Beginn des Planspiels.
Das Modell mit Lernmethoden zu kombinieren, ist eine Möglichkeit, es anzuwenden. Die andere Möglichkeit ist es das zu gestaltende Bewertungssetting um das WAAGER-Modell herum zu bauen oder nur Aspekte des Modells zu implementieren.
Laura Leppla orientierte sich in der Gestaltung ihre Bewertungssettings zum Entscheidungskonflikt „Nachhaltigkeit von Vapes im Gegensatz zu Zigaretten“ an dem Bewertungsprozess des WAAGER-Modells. In ihrem Prozess durchläuft sie mit den Lernenden die ersten beiden Teilschritte des Modells. Daraus ergeben sich verschiedene Analysekriterien für den Entscheidungskonflikt, wie z. B. Gesundheit, Ressourcenverschwendung, Recycling, Geschmack und Feinstaubbelastung, die von den Lernenden aufgestellt werden. Dies führt zu einer Experimentierphase, in der die Lernenden durch naturwissenschaftliche Experimente Fachwissen zu den Analysekriterien erwerben sollen. Die Experimente untersuchen verschiedene Aspekte von Zigaretten und E-Zigaretten. Zusätzlich erhalten die Lernenden weiterführende Informationen. Die Lernenden formulieren Argumente auf der Grundlage des experimentell erworbenen Fachwissens. Anschließend werden die Argumente vorgestellt und von den Lernenden gewichtet, was anschließend in eine Diskussion mündet. Auch hier wird die anfängliche Positionierung zum Konflikt mit der abschließenden Entscheidung der Lernenden reflektiert.
Laura Lüddeke entwarfen ein Bewertungssetting zum Entscheidungskonflikt „Milch oder pflanzenbasierte Alternativen“. Sie orientierten sich ebenfalls am WAAGER-Modell, um ihren Bewertungsprozess zu strukturieren. In der Wahrnehmungsphase zu Beginn der Unterrichtseinheit probieren die Lernenden die Getränke (Milch, Haferdrink, Mandeldrink etc.) und bewerten diese subjektiv. Darauf folgt die Analysephase, in der die Lernenden die Zusammensetzung der Makronährstoffe der Getränke durch verschiedene Nachweisreaktion ermitteln. Nun folgt die Argumentationsphase, in welcher die Lernenden weiteren Input in Form von Diagrammen und ähnlichem erhalten. Dies sind Informationen zu Treibhausgasemissionen, Flächen- und Wasserverbrauch für die Herstellung von Kuhmilch und Pflanzendrinks, den Kohlendioxid-Fußabdruck in Abhängigkeit vom Volumen des Getränks, den Eiweiß- und Calciumionengehalt sowie weitere Umweltbelastungspunkte beinhalten. Im letzten Schritt werden die Argumente gewichtet, eine Entscheidung getroffen und reflektiert.